# Skulsk
Skulsk – wieś w Polsce położona w województwie wielkopolskim, w powiecie konińskim, w gminie Skulsk. Siedziba gminy Skulsk. Dawniej miasto; uzyskał lokację miejską w 1409 roku, zdegradowany w 1870 roku. Do 1954 roku siedziba gminy Skulska Wieś. W latach 1975–1998 miejscowość administracyjnie należała do województwa konińskiego.

## Historia
Pierwsza wzmianka o Skulsku pochodzi z 1249 roku. Był wówczas własnością klasztoru norbertanek w Strzelnie. 
Prawdopodobnie w 1384 roku Skulsk otrzymał prawa miejskie. 
W 1566 roku mieszkało w nim 7 rzemieślników i 7 rybaków. Stanowił wtedy własność królewską, wchodzącą w skład starostwa radziejowskiego. 
W połowie XVII wieku miejscowość została zniszczona przez Szwedów.
W 1864 roku mieszkało w niej 696 osób. Sześć lat później, w 1870 roku, Skulsk został pozbawiony praw miejskich. 
Skulsk był dawniej jedną z kilku wielkopolskich miejscowości należącej do centrum działalności ludowych malarzy i twórców drzeworytów zwanych obraźnikami. W latach 1818–1825 w Skulsku było czynnych około 10 warsztatów malarskich. Obrazy były głównie rozprowadzane na terenie wschodniej części Królestwa Polskiego oraz na terenie Białorusi. W drugiej połowie XIX wieku popyt na malowidła zmalał na skutek pojawienia się w sprzedaży tańszych, drukowanych obrazów. Skulscy ochweśnicy przerzucili się wówczas na handel tymi fabrycznie powielanymi wizerunkami świętych oraz różnego rodzaju dewocjonaliami. 

## Sanktuarium maryjne
W miejscowości znajduje się sanktuarium Matki Boskiej Bolesnej, przy ul. Kościelnej 41. Jego historia i początki zaczynają się w ok. XI w. Uważa się, że skulska parafia jest jedną z najstarszych parafii w diecezji włocławskiej, powstała już za czasów diecezji kruszwickiej.
13 marca 1996 r. papież Jan Paweł II w Rzymie wyraził zgodę na koronację figurki Matki Bożej. 3 czerwca 1997 r. w Gnieźnie, Jan Paweł II ukoronował figurkę.

## Demografia
Poniższa demografia posiada dane z 2011
| Opis                                | Ogółem | Ogółem | Kobiety | Kobiety | Mężczyźni | Mężczyźni |
| ----------------------------------- | ------ | ------ | ------- | ------- | --------- | --------- |
| Jednostka                           | osób   | %      | osób    | %       | osób      | %         |
| Populacja                           | 1497   | 100    | 762     | 50,9    | 735       | 49,1      |
| Wiek przedprodukcyjny (0–17 lat)    | 308    | 20,57  | 150     | 10,02   | 158       | 10,55     |
| Wiek produkcyjny (18–65 lat)        | 974    | 65,06  | 463     | 30,93   | 511       | 34,13     |
| Wiek poprodukcyjny (powyżej 65 lat) | 215    | 14,36  | 149     | 9,95    | 66        | 4,41      |